# Dennis Del Valle
Dennis José Del Valle Villalobos (San Juan, 27 gennaio 1989) è un pallavolista portoricano, libero del Chênois.

## Biografia
Il 2 maggio 2020, con un'intervista al portale svizzero 24 heures, fa coming out, dichiarando pubblicamente la propria omosessualità, diventando il primo atleta impegnato in campionato professionistico a compiere tale passo nella nazione elvetica e il secondo sportivo di alto livello nel panorama portoricano.

## Carriera

### Giocatore

#### Club
La carriera di Dennis Del Valle inizia con la squadra della sua scuola, il Colegio La Merced. Per motivi di studio si trasferisce negli Stati Uniti d'America, dove entra a far parte della squadra di pallavolo della Penn State, con la quale disputa la NCAA Division I: con i Nittany Lions raggiunge ogni anno la Final Four vincendo il titolo nell'edizione 2008 ed arrivando alla finale in quella del 2010; nel corso delle quattro stagioni viene ogni anno inserito nel'All-America Second Team.
Inizia la carriera professionistica nella stagione 2011-12 ingaggiato dai Mets de Guaynabo nella Liga de Voleibol Superior Masculino: nella prima stagione raggiunge le semifinali, mentre in quella successiva si ferma solo alla finale persa contro i Capitanes de Arecibo. Nel campionato 2013-14 si aggiudica il primo scudetto con la sua franchigia, mentre nel campionato seguente va a giocare nella Lega Nazionale A col Lugano, laureandosi campione di Svizzera. Per la Liga de Voleibol Superior Masculino 2015 torna ai Mets de Guaynabo, centrando ancora una volta la vittoria dello scudetto. 
Nella stagione 2016-17 gioca in Finlandia, vestendo la maglia del Kokkolan Tiikerit, in Lentopallon Mestaruusliiga. Nella stagione seguente torna a militare nella massima divisione elvetica, difendendo in questo caso i colori del Losanna UC, conquistando lo scudetto. In seguito partecipa alla Liga de Voleibol Superior Masculino 2018 coi Llaneros de Toa Baja.
Nel campionato 2018-19 veste ancora la maglia del Losanna UC, trionfando in Supercoppa svizzera e bissando il successo in campionato dell'annata precedente. Gioca quindi nuovamente in patria la Liga de Voleibol Superior Masculino 2019, questa volta difendendo i colori dei Caribes de San Sebastián, venendo premiato come miglior libero e inserito nel sestetto delle stelle del torneo. Nel campionato seguente rientra in forza al club di Losanna, mentre a partire dall'annata 2020-21 difende i colori del Fonte do Bastardo, club impegnato nella Primeira Divisão portoghese, con il quale gioca per un triennio e si aggiudica una Coppa della Federazione e una supercoppa nazionale.
Nella stagione 2023-24 torna a giocare nella massima divisione svizzera, indossando questa volta la casacca del Chênois, con il quale vince la supercoppa nazionale

#### Nazionale
Fa parte delle selezioni giovanili portoricane, vincendo numerosi riconoscimenti individuali oltre alla medaglia d'oro al campionato nordamericano under 19 2006. 
Nel 2013 fa il suo esordio nella nazionale portoricana maggiore, con la quale si classifica al quarto posto al campionato nordamericano, dove viene premiato come miglior difesa e miglior libero; nell'edizione seguente del torneo conquista la medaglia di bronzo, venendo premiato nuovamente come miglior difesa e libero del torneo.
In seguito vince la medaglia d'argento alla Coppa panamericana 2017, seguita dalla conquista della medaglia d'oro ai XXIII Giochi centramericani e caraibici. Si laurea quindi campione continentale in occasione del campionato nordamericano 2021, dove viene inoltre premiato come miglior libero e miglior difesa, e poi conquista il bronzo ai XXIV Giochi centramericani e caraibici, dove viene insignito del premio come miglior ricevitore. Nel 2024 vince la medaglia d'oro alla NORCECA Final Four e quella di bronzo alla Coppa panamericana, oltre a ricevere il premio come miglior libero alla NORCECA Final Six.

### Allenatore
Fa la sua prima esperienza da allenatore durante la Liga de Voleibol Superior Femenino 2021, quando entra nel corpo tecnico delle Pinkin de Corozal come assistente di Ángel Pérez.

## Palmarès

### Club
- NCAA Division I: 1

2008
- Campionato portoricano: 2

2013-14, 2015
- Campionato svizzero: 3

2014-15, 2017-18, 2018-19
- Coppa della Federazione maschile: 1

2021-22
- Supercoppa svizzera: 2

2018, 2023
- Supercoppa portoghese: 1

2022

### Nazionale (competizioni minori)
- Campionato nordamericano under 19 2006
- Coppa panamericana 2017
- Giochi centramericani e caraibici 2018
- Giochi centramericani e caraibici 2023
- NORCECA Final Four 2024
- Coppa panamericana 2024

### Premi individuali
- 2006 - Campionato nordamericano under 21: Miglior difesa
- 2006 - Campionato nordamericano under 19: Miglior ricevitore
- 2006 - Campionato nordamericano under 19: Miglior difesa
- 2006 - Campionato nordamericano under 19: Miglior libero
- 2007 - Campionato mondiale under 19: Miglior ricevitore
- 2008 - All-America Second Team
- 2009 - All-America Second Team
- 2010 - All-America Second Team
- 2011 - All-America Second Team
- 2013 - Campionato nordamericano: Miglior difesa
- 2013 - Campionato nordamericano: Miglior libero
- 2014 - Liga de Voleibol Superior Masculino: Miglior difesa
- 2015 - Campionato nordamericano: Miglior difesa
- 2015 - Campionato nordamericano: Miglior libero
- 2019 - Liga de Voleibol Superior Masculino: Miglior libero
- 2019 - Liga de Voleibol Superior Masculino: All-Star Team
- 2021 - Campionato nordamericano: Miglior difesa
- 2021 - Campionato nordamericano: Miglior libero
- 2023 - XXIV Giochi centramericani e caraibici: Miglior ricevitore
- 2024 - NORCECA Final Six: Miglior libero